# Кантльяун
Кантльяун (устар. Кантль-Яун) — река в России, протекает по Ханты-Мансийскому АО. Устье реки находится в 8 км по правому берегу протоки Чиик, соединяющей реку Пим с рекой Лямин. Длина реки составляет 66 км, площадь водосборного бассейна 556 км².

## Данные водного реестра
По данным государственного водного реестра России относится к Верхнеобскому бассейновому округу, водохозяйственный участок реки — Обь от города Нефтеюганск до впадения реки Иртыш, речной подбассейн реки — Обь ниже Ваха до впадения Иртыша. Речной бассейн реки — (Верхняя) Обь до впадения Иртыша.
Код объекта в государственном водном реестре — 13011100212115200046997.